# Восстание Стаффорда и Ловела
Восстание Стаффорда и Ловела (англ. Stafford and Lovell rebellion) — восстание йоркистов против захватившего корону ланкастерского претендента Генриха VII Тюдора, которое развернулось главным образом в Йоркшире и Вустершире в 1486 году. Им руководили Фрэнсис Ловел, 1-й виконт Ловел, и сэр Хамфри Стаффорд с братом Томасом. Правительственные войска быстро разбили мятежников. Стаффорд был казнён, Ловел смог бежать и в следующем году примкнул к новому мятежу. Многие исследователи считают восстание Стаффорда и Ловела частью Войн Алой и Белой розы (согласно другой версии хронологии, эти войны закончились в 1485 году).

## Восстание
В 1485 году Генрих Тюдор одержал победу при Босворте и захватил корону Англии. Двое видных сторонников погибшего в бою Ричарда III, Фрэнсис Ловел и Хамфри Стаффорд, нашли убежище в Колчестерском аббатстве. В апреле 1486 года они попытались поднять новое восстание: Ловел в Йоркшире, Стаффорд — в Вустершире. Генрих VII, находившийся в это время в Йорке, направил против Ловела своего дядю Джаспера Тюдора, герцога Бедфорда, во главе трёхтысячного войска. Тот накануне сражения объявил, что все сдавшиеся мятежники получат прощение; после этого сэр Фрэнсис перестал доверять своим людям и бежал в Ланкашир. На время он укрылся у своего союзника сэра Томаса Броутона, а потом бежал во Фландрию, к Маргарите Йоркской.
Братья Стаффорды, Хамфри и Томас, не смогли набрать много людей. Они очень рассчитывали на Ловела и пришли в отчаяние, узнав о его бегстве. Их люди разбежались, сами Стаффорды воспользовались правом убежища в Колнхеме, на землях аббатства Абингдон. По приказу короля отряд в 60 человек во главе с сэром Джоном Сэвиджем вторгся на земли аббатства и схватил Хамфри и Томаса. Аббат направил властям письменный протест в связи с нарушением древних привилегий Абингдона, но Стаффорды всё же предстали перед судом Королевской скамьи. Присяжные постановили, что право убежища не действует в случаях государственной измены. Сэр Хамфри был казнён 5 июля 1486 года в Тайберне, а Томас получил помилование. Сэр Джон Коньерс, которого подозревали в причастности к восстанию, потерял должность управляющего Миддлхэмом и внес залог в две тысячи фунтов стерлингов. Аббату Абингдона пришлось внести залог в три тысячи марок.
Генрих сохранял надежду привлечь на свою сторону Ловела, а потому 5 июля 1486 года назначил его судьей Ойера и терминера. Однако через год сэр Фрэнсис примкнул к новому восстанию йоркистов. В сражении при Стоук-Филд он спасся бегством, после чего бесследно исчез.